# Капустинська сільська рада (Чортківський район)
Капу́стинська сільська́ ра́да — колишня адміністративно-територіальна одиниця та орган місцевого самоврядування в Чортківському районі Тернопільської області. Адміністративний центр — с. Капустинці.

## Загальні відомості
Капустинська сільська рада утворена в 1939 році.
- Територія ради: 7,766 км²
- Населення ради: 494 особи (станом на 2001 рік)
- Територією ради протікає річка Серет

## Населені пункти
Сільській раді були підпорядковані населені пункти:
- с. Капустинці

## Історія
У вересні 1939 р. засновано першу сільську раду.
У березні 1944 р. сільська рада відновила свою діяльність.
У січні 1960 р. до сільської ради приєдналася Милівецька сільська рада, а згодом с. Милівці відновили свою сільську раду.
1 грудня 2020 року увійшла до складу Нагірянської сільської громади.

## Географія
Капустинська сільська рада межувала з Милівецькою сільською радою — Чортківського району, та Озерянською сільською радою — Борщівського району.

## Склад ради
Рада складалася з 12 депутатів та голови.

### Голови ради
| Прізвище, ім'я, по батькові | Основні відомості | Дата обрання | Дата звільнення |
| --------------------------- | ----------------- | ------------ | --------------- |
| Микиташ Володимир Петрович  | Сільський голова  | 1990         | 1994            |
| Микиташ Володимир Петрович  | Сільський голова  | 1994         | 1998            |
| Пелеш Каролина Павлівна     | Сільський голова  | 1998         | 2002            |
| Харюк Галина Володимирівна  | Сільський голова  | 2002         | 2006            |
| Харюк Галина Володимирівна  | Сільський голова  | 26.03.2006   | 31.10.2010      |
| Воробець Василь Ярославович | Сільський голова  | 31.10.2010   | 25.10.2015      |
| Харюк Галина Володимирівна  | Сільський голова  | 25.10.2015   | 01.12.2020      |

Примітка: таблиця складена за даними сайту Верховної Ради України

#### Секретарі ради
| Прізвище, ім'я, по батькові      | Основні відомості | Дата обрання | Дата звільнення |
| -------------------------------- | ----------------- | ------------ | --------------- |
| Щипанська Орися Миколаївна       | Секретар ради     | 1990         | 1994            |
| Ричаківська Михайлина Миколаївна | Секретар ради     | 1994         | 1998            |
| Ричаківська Михайлина Миколаївна | Секретар ради     | 1998         | 2002            |
| Ричаківська Михайлина Миколаївна | Секретар ради     | 2002         | 2006            |
| Ричаківська Михайлина Миколаївна | Секретар ради     | 2006         | 2010            |
| Ричаківська Михайлина Миколаївна | Секретар ради     | 2010         | 2015            |
| Ричаківська Михайлина Миколаївна | Секретар ради     | 2015         | 2020            |

### Депутати

#### VII скликання
За результатами місцевих виборів 2015 року депутатами ради стали:
1. Костенко Наталія Сергіївна
2. Пилипик Надія Юліанівна
3. Дутка Михайло Ананійович
4. Морквас Анна Андріївна
5. Вархол Ганна Адольфівна
6. Бендик Володимир Михайлович
7. Бендик Лілія Ярославівна
8. Микиташ Марія Володимирівна
9. Сапі Щук Петро Йосафатович
10. Пасечка Наталія Володимирівна
11. Бендик Мар’яна Іванівна
12. Ричаківська Михайлина Миколаївна

#### VI скликання
За результатами місцевих виборів 2010 року депутатами ради стали:
1. Костенко Людмила Петрівна
2. Пилипик Надія Юліанівна
3. Цап'як Марія Андріївна
4. Морквас Анна Андріївна
5. Бендик Володимир Михайлович
6. Фірман Володимир Євгенович
7. Бендик Лілія Ярославівна
8. Череп'юк Олег Романович
9. Сапіщук Петро Йосафатович
10. Харюк Володимир Михайлович
11. Біланик Оксана Василівна
12. Ричаківська Михайлина Миколаївна

#### V скликання
За результатами місцевих виборів 2006 року депутатами ради стали:
1. Стефанишин Василь Зеновійович
2. Пилипик Надія Юліанівна
3. Гановська Галина Йосипівна
4. Цап′як Марія Андріївна
5. Морквас Ганна Андріївна
6. Буряк Оксана Ярославівна
7. Фірман Володимир Євгенович
8. Бендик Лілія Ярославівна
9. Квас Олексій Володимирович
10. Левандовський Богдан Васильович
11. Сапіщук Петро Йосафатович
12. Колодій Михайло Володимирович
13. Дзюба Ярослав Степанович
14. Фірман Михайло Євгенович
15. Ричаківська Михайлина Миколаївна

#### IV скликання
За результатами місцевих виборів 2002 року депутатами ради стали:
1. Пастух Василь Антонович
2. Пилипик Надія Юліанівна
3. Цап′як Марія Андріївна
4. Морквас Ганна Андріївна
5. Стефанишин Василь Зеновійович
6. Яцків Ганна Василівна
7. Фірман Володимир Євгенович
8. Квас Олексій Володимирович
9. Стефанишин Володимир Іванович
10. Сапіщук Петро Йосафатович
11. П′ясецька Ольга Степанівна
12. Колодій Марія Петрівна
13. Дзюба Ярослав Степанович
14. Фірман Михайло Євгенович
15. Ричаківська Михайлина Миколаївна

#### III скликання
За результатами місцевих виборів 1998 року депутатами ради стали:
1. Пастух Василь Антонович
2. Мамуляк Ганна Василівна
3. Харюк Галина Володимирівна
4. Фірман Володимир Євгенович
5. Квас Олексій Володимирович
6. Стеренчак Ганна Кирилівна
7. Череп′юк Роман Богданович
8. Колодій Марія Петрівна
9. Пасечка Іван Несторович
10. Фірман Михайло Євгенович
11. Яцків Ганна Василівна
12. Ричаківська Михайлина Миколаївна
13. Андріїв Петро Сафатович
14. Морквас Ганна Андріїівна
15. Стефанишин Марія Михайлівна

#### II скликання
За результатами місцевих виборів 1994 року депутатами ради стали:
1. Брода Василь Володимирович
2. Квас Олексій Володимирович
3. Крокош Михайло Ігнатович
4. Мамуляк Ганна Василівна
5. Пасечка Іван Несторович
6. Пастух Василь Антонович
7. Ричаківська Михайлина Миколаївна
8. Пелеш Каролина Павлівна
9. Фірман Михайло Євгенович
10. Яцків Ганна Василівна

#### I скликання
За результатами місцевих виборів 1990 року депутатами ради стали:
1. Школова Ганна Федорівна
2. Щипанська Орися Миколаївна
3. Мамуляк Ганна Василівна
4. Пелеш Каролина Павлівна
5. Морквас Ганна Андріївна
6. Микиташ Володимир Петрович
7. Пастух Василь Антонович
8. Урбан Оксана Степанівна
9. Дзюба Ярослав Степанович
10. Солтис Петро Миколайович
11. Попик Франка Семенівна
12. Король Іван Йосипович
13. Ляхоцький Іван Адольфович
14. Квас Ганна Романівна
15. Бабій Володимира Юріївна
16. Василевич Володимир Антонович
17. Гнат Михайло Петрович
18. Барилюк Марія Гнатівна
19. Леснічук Орислава Михайлівна
20. Скриник Богдан Львович